# 뉴사우스웨일스주 의회

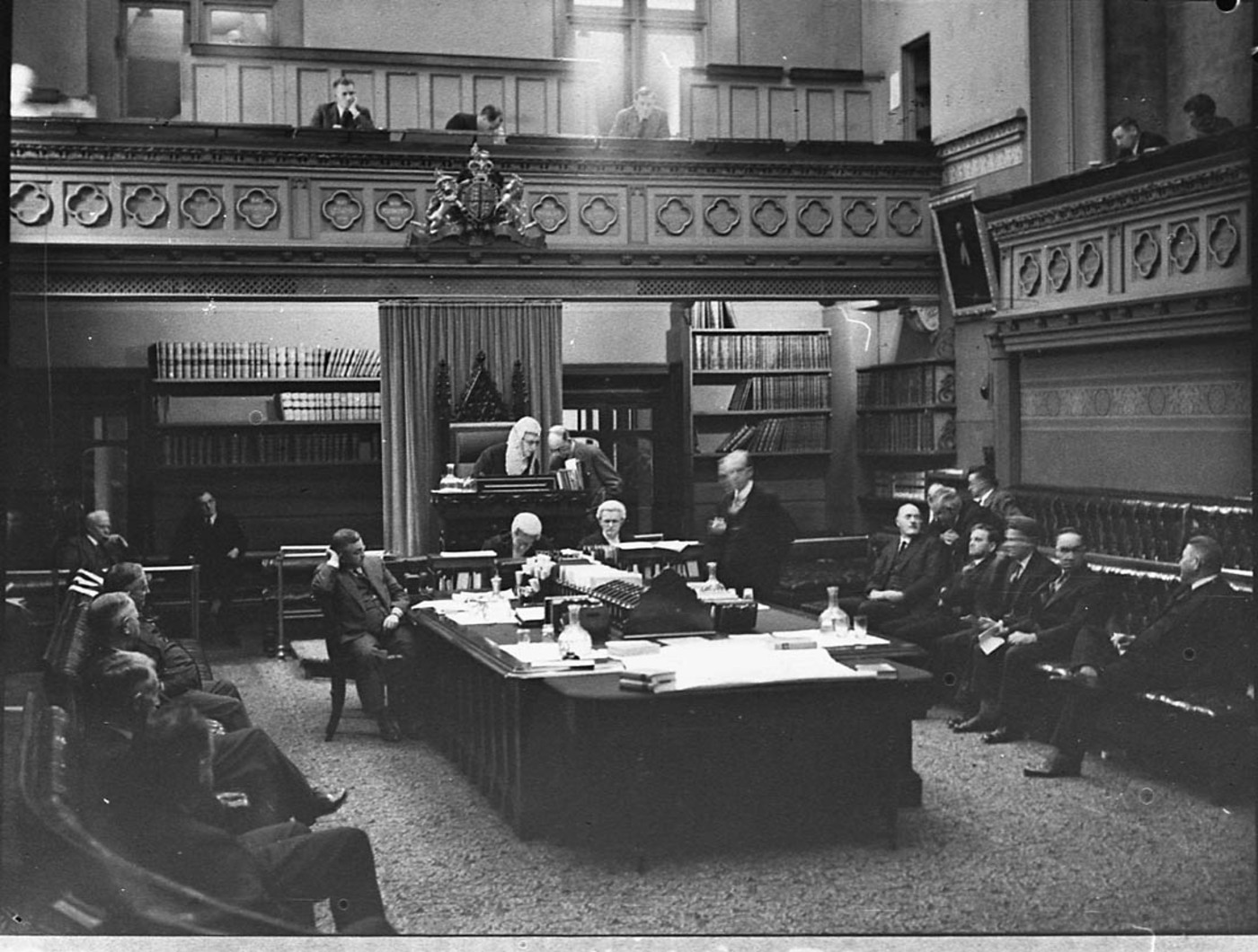

뉴사우스웨일스주 의회(영어: New South Wales Legislative Assembly)는 오스트레일리아 뉴사우스웨일스주의 하원 격에 해당하는 의회 중 하나이다. 임명제인 뉴사우스웨일스주 상원과 함께 활동한다.